# Hémothorax
 Mise en garde médicale
Un hémothorax est un épanchement de sang dans la cavité pleurale. Sa cause est la plupart du temps traumatique. Ses conséquences peuvent être graves et dépendent de l'importance de l'épanchement. Le pronostic vital du patient peut être engagé et une prise en charge médico-chirurgicale est le plus souvent nécessaire.

## Physiopathologie

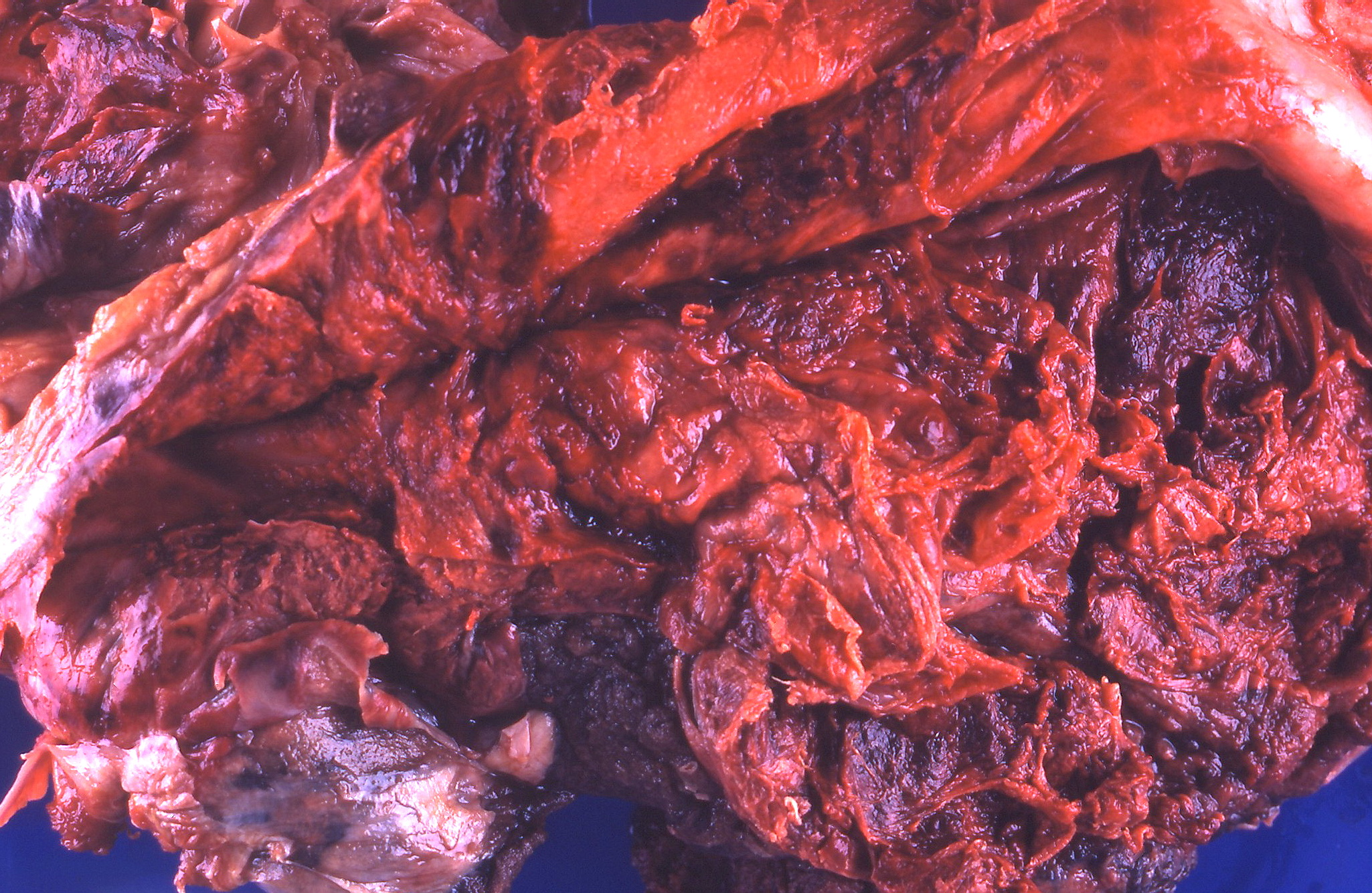
Image d'hémothorax.

L'hémothorax provient d'une accumulation de sang dans la cavité pleurale. Sa cause est principalement traumatique, issue d'une blessure pénétrante ou non pénétrante, qui va entraîner la rupture d'une des membranes séreuses qui recouvrent le thorax et protègent les poumons. Cette rupture permet au sang de se déverser dans l'espace pleural, en annulant la différence de pression qui existe entre lui et les poumons.

La perte de sang peut être massive chez certains blessés, puisque chaque côté du thorax peut contenir jusqu'à 30 à 40 % du volume de sang d'un individu.
En l'absence de traitement, le sang accumulé peut faire pression sur le médiastin et la trachée, et limiter sérieusement le remplissage diastolique ventriculaire et dévier la trachée vers le côté sain.

## Étiologie
L'hémorragie rencontrée dans l'hémothorax provient de différentes lésions :
- lésion du parenchyme pulmonaire ;
- lésion vasculaire du pédicule intercostal ;
- lésion de l'aorte : urgence absolue et pronostic réservé.

Ces lésions sont le plus souvent traumatiques par plaies pénétrantes (arme blanche, plaie par balle, lésion iatrogène, etc.).
Elles peuvent également survenir dans certaines affections pulmonaires infectieuses (tuberculose, etc.) ou néoplasiques.

## Diagnostic

### Tableau clinique
Les signes et symptômes les plus fréquents lors d'un hémothorax sont :
- une dyspnée, c'est-à-dire des difficultés respiratoires, aiguë ou d'aggravation progressive ;
- une douleur thoracique ;
- à l'auscultation pulmonaire, une diminution ou une abolition du murmure vésiculaire (bruit respiratoire) du côté atteint ;
- à la percussion de la cage thoracique, une matité franche, déclive à limite supérieure ;
- à la palpation, une absence de vibration vocale ;
- des signes de mauvaise tolérance hémodynamique signant une hémorragie interne devront être systématiquement recherchés : tachycardie, hypotension, cyanose, sueurs, pâleur…

### Radiographie
Une  radiographie des poumons, de face et de profil, permet de faire le diagnostic en permettant de visualiser l'épanchement pleural.
Elle montre une opacité basale en nappe effaçant la coupole diaphragmatique et les culs de sac costo-diaphragmatiques.
Quand l'épanchement est très abondant, l'opacité recouvre tout l'hémithorax, refoule le médiastin du côté opposé.  Quand il est peu abondant, l'opacité se limite à un comblement du cul-de-sac pleural inférieur.

## Traitement
Les objectifs du traitement sont de rétablir une oxygénation correcte et une bonne volémie.
La prise en charge d'un hémothorax passe par un traitement étiologique (soigner la cause du saignement) et par un drainage de l'épanchement sanguin. 
Le drainage thoracique peut être posé sur le 4e ou 5e espace intercostal sur la ligne axillaire moyenne, ce qui entraîne un retentissement minimal sur la ventilation. Une autre voie possible est le 2 ou 3e espace intercostal sur la ligne médio-claviculaire.
En cas d'hémothorax par rupture de l'aorte, après un traumatisme thoracique violent, le recours immédiat à un chirurgien thoracique et vasculaire est indispensable.